# Calpine
Calpine es un lugar designado por el censo ubicado en el condado de Sierra en el estado estadounidense de California. En el año 2010 tenía una población de 205 habitantes.

## Geografía
Calpine se encuentra ubicado en las coordenadas 39°39′55″N 120°26′20″O / 39.66528, -120.43889.